# Malcolm Miller
Malcolm Miller, né le 6 mars 1993 à Laytonsville dans le Maryland, est un joueur américain de basket-ball évoluant au poste d'ailier.

## Biographie
Après être passé par la NBA Gatorade League et l'Europe, il signe à l'été 2017 un contrat two-way avec les Raptors de Toronto.
Le 9 février 2019, il signe un contrat de plusieurs années avec les Raptors de Toronto.
En janvier 2023, Miller rejoint le Limoges CSP où il pallie l'absence de Desi Rodriguez.

## Palmarès

### Palmarès
- Champion NBA en 2019 avec les Raptors de Toronto.
- Champion de Conférence Est en 2019 avec les Raptors de Toronto.